# Římskokatolická farnost Lobodice
Římskokatolická farnost Lobodice je územním společenstvím římských katolíků v rámci přerovského děkanátu olomoucké arcidiecéze s farním kostelem Neposkvrněného Početí Panny Marie.

## Historie
První písemná zmínka o obci pochází z roku 1131. Kostel je velmi starého založení, předpokladá se, že na jeho místě stával původně malý dřevěný kostelík.
.

## Duchovní správci
Od července 2014 je administrátorem excurrendo R. D. ThLic. František Urban, Th.D.

## Bohoslužby
| Kostel                            | Místo    | Bohoslužba (den) | Hodina | Poznámka     |
| --------------------------------- | -------- | ---------------- | ------ | ------------ |
| Neposkvrněného Početí Panny Marie | Lobodice | neděle           | 10.30  | Farní kostel |

## Aktivity farnosti
V letech 1995 až 2018 vycházel pro všechny farnosti děkanátu Přerov měsíčník Slovo pro každého.